# Giuseppe Luigi Beneventano

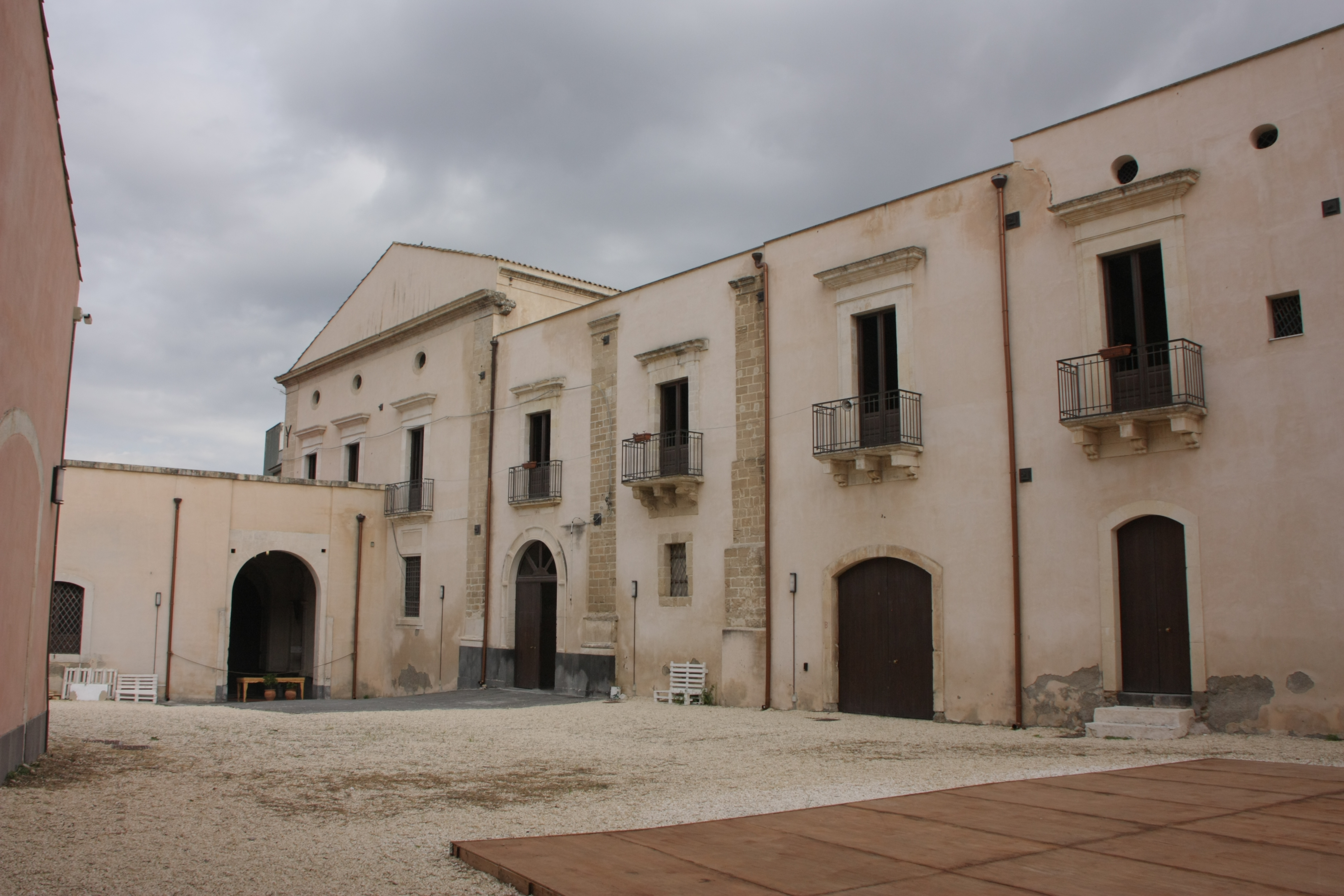
Palazzo Beneventano in Lentini, Sicilië

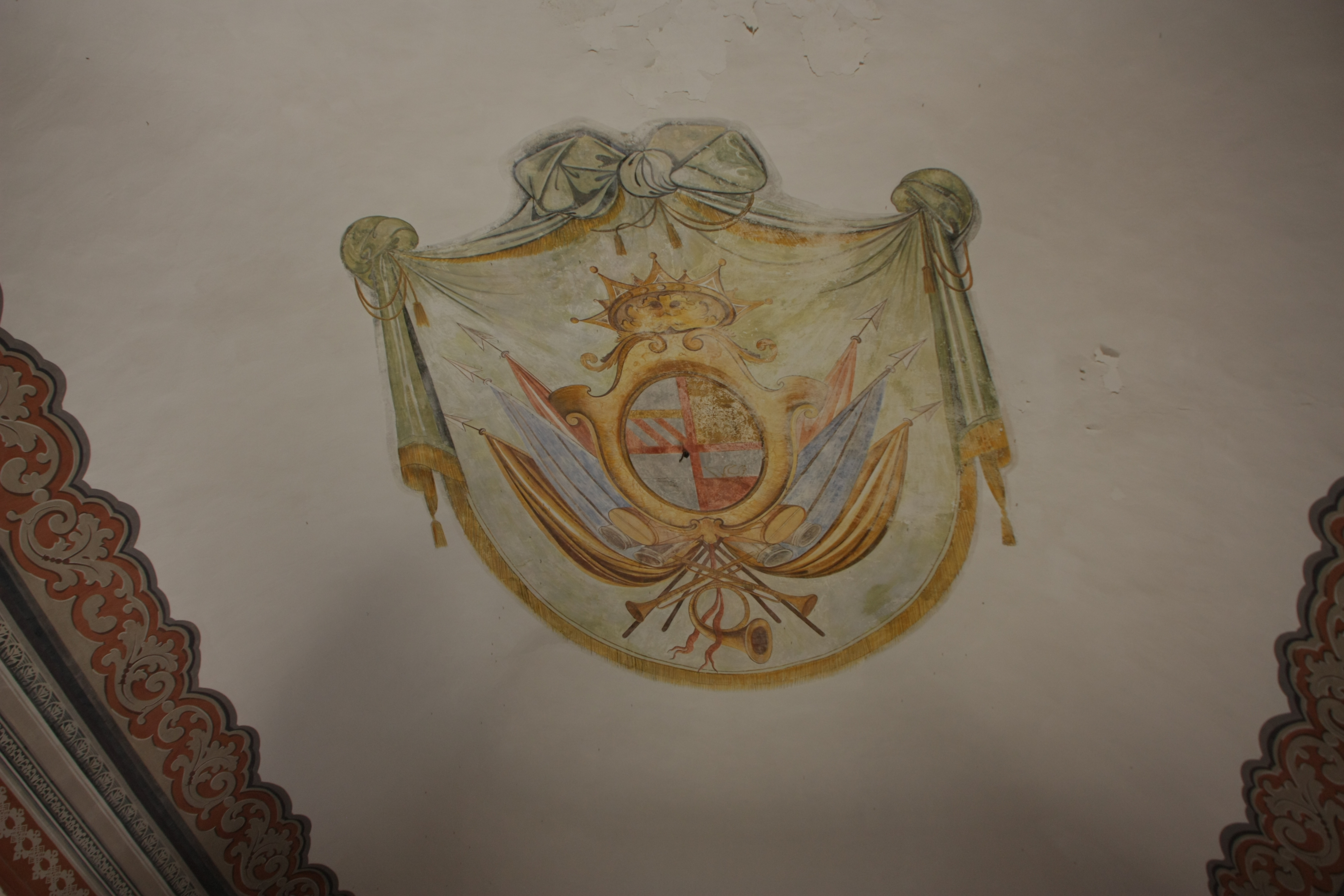
Wapenschild van baron della Corte in het Palazzo Beneventano

Giuseppe Luigi Beneventano (Carlentini, 13 november 1840 – Lentini, 27 maart 1934), baron della Corte, was een edelman en grootgrondbezitter op Sicilië eerst in het koninkrijk der Beide Siciliën en nadien in het koninkrijk Italië. 
Benevantano was politiek actief in Italië, eerst lokaal nadien landelijk. Zo was hij burgemeester van Lentini, provinciaal afgevaardigde en bestuurder van Syracuse,  afgevaardigde in het parlement in Rome en senator voor het leven.

## Levensloop
Beneventano groeide op in Sicilië in het koninkrijk der Beide Siciliën. Hij was een zoon van Saverio Beneventano en Concetta Modica. De familie was geadeld doch niet getiteld. De familienaam Beneventano gaf aan dat, volgens de familie, zij een afgescheurde tak waren van de Romeinse adellijke familie Orsilei uit de middeleeuwen; hun middeleeuwse voorvader was naar Benevento in Zuid-Italië uitgeweken. De 19e-eeuwse familie woonde in de provincie Syracuse op uitgestrekte domeinen met landarbeiders die voor hen werkten. 
In 1860 – Beneventano was 20 jaar – studeerde hij af als jurist aan de universiteit van Catania. Een jaar later, in 1861, in het jaar dat het koninkrijk der Beide Siciliën ophield te bestaan, werd Beneventano burgemeester van Lentini. Sicilië was voortaan deel van het koninkrijk Italië. Beneventano was met zijn 21 jaar meteen de jongste burgemeester van Italië.
Als jonge burgemeester in het jonge Italië hield Beneventano zich bezig met diverse zaken. Zo ging het om de strijd tegen analfabetisme, de rampzalige oogsten, het probleem van malaria dat landarbeiders trof, alsook de bruidsschatten. Van zijn landarbeidsters was het Beneventano die de bruidsschatten betaalde. Hij verfraaide het familiaal paleis in Lentini. Voor zijn private bibliotheek kocht hij talrijke werken. Hij was een mecenas voor kunstenaars.
Van 1861 tot circa 1910 bekleedde Beneventano de ambten van burgemeester, provinciaal afgevaardigde van de provincie Syracuse en gedeputeerde van de provincie Syracuse, al dan niet in combinatie.
Van 1874 tot 1876 was Beneventano bovendien politiek actief op landelijk niveau, als lid van de Camera dei Deputati of afgevaardigde in Rome. Hij werd verkozen binnen het kiesdictrict Augusta. Het verkiezingsthema onder de cijnskiezers waren de financiële hervormingen die nodig waren om de economische achterstand in de streek te doorbreken. 
In 1901 verleende koning Victor Emanuel III hem de titel van baron della Corte. Zulke titel betekende voor Beneventano de officiële erkenning van zijn adellijke afkomst.
Vanaf 1908 was Beneventano senator voor het leven. De koning schonk hem de zetel omdat hij jaarlijks meer dan drieduizend lire belastingen aan de staat betaalde.

## Na zijn dood
Het immense fortuin belandde na zijn dood (1934) in handen van zijn kleinzoon en erfgenaam Luigi Giuseppe V. In de erfenis zaten inbegrepen het familiepaleis in Lentini met de rijkelijke bibliotheek en alle landerijen. Op enkele jaren tijd verbraste zijn kleinzoon het fortuin. De bibliotheekwerken werden opgekocht door een schuldeiser. De gemeente verwierf het Beneventano-paleis en gebruikte het als opslagplek voor afval.